# Urugwaj na Letnich Igrzyskach Olimpijskich 2020
Urugwaj na Letnich Igrzyskach Olimpijskich 2020 reprezentowało jedenaścioro zawodników : sześciu mężczyzn i pięć  kobiet. Był to 22 start reprezentacji Urugwaju na letnich igrzyskach olimpijskich.

## Skład kadry

### Judo
| Zawodnik                | Konkurencja | 1/16                | 1/8                 | Ćwierćfinał         | Półfinał            | Repasaże            | Finał / 3.miejsce   | Finał / 3.miejsce | Źródła |
| Zawodnik                | Konkurencja | Przeciwniczka Wynik | Przeciwniczka Wynik | Przeciwniczka Wynik | Przeciwniczka Wynik | Przeciwniczka Wynik | Przeciwniczka Wynik | Pozycja           | Źródła |
| ----------------------- | ----------- | ------------------- | ------------------- | ------------------- | ------------------- | ------------------- | ------------------- | ----------------- | ------ |
| Alain Mikael Aprahamian | -81 kg (m)  | Pacek P 00-10       | NQ                  | NQ                  | NQ                  | NQ                  | NQ                  | 17.               | [ 3 ]  |

### Lekkoatletyka
Konkurencje biegowe
| Zawodnik            | Konkurencja | Eliminacje | Eliminacje | Półfinał | Półfinał | Finał | Finał   | Źródło |
| Zawodnik            | Konkurencja | Wynik      | Miejsce    | Wynik    | Miejsce  | Wynik | Miejsce | Źródło |
| ------------------- | ----------- | ---------- | ---------- | -------- | -------- | ----- | ------- | ------ |
| Déborah Rodríguez   | 800 m (k)   | 2:00,90    | 2.         | 2:01,76  | 7.       | NQ    | NQ      | [ 4 ]  |
| María Pía Fernández | 1500 m (k)  | 4:59,56    | 15.        | NQ       | NQ       | NQ    | NQ      | [ 5 ]  |

Konkurencje techniczne
| Zawodnik      | Konkurencja    | Kwalifikacje | Kwalifikacje | Finał | Finał   | Źródło |
| Zawodnik      | Konkurencja    | Wynik        | Miejsce      | Wynik | Miejsce | Źródło |
| ------------- | -------------- | ------------ | ------------ | ----- | ------- | ------ |
| Emiliano Lasa | skok w dal (m) | 7,95         | 13.          | NQ    | NQ      | [ 6 ]  |

### Pływanie
| Zawodnik      | Konkurencja        | Eliminacje | Eliminacje | Półfinał | Półfinał | Finał | Finał   | Źródło               |
| Zawodnik      | Konkurencja        | Czas       | Miejsce    | Czas     | Miejsce  | Czas  | Miejsce | Źródło               |
| ------------- | ------------------ | ---------- | ---------- | -------- | -------- | ----- | ------- | -------------------- |
| Enzo Martínez | 50 m dowolnym (m)  | 22,52      | 35.        | NQ       | NQ       | NQ    | NQ      | [ 7 ] [ 8 ] [ 9 ]    |
| Nicole Frank  | 200 m zmiennym (k) | 2:18,93    | 27.        | NQ       | NQ       | NQ    | NQ      | [ 10 ] [ 11 ] [ 12 ] |

### Wioślarstwo
| Bruno Cetraro Felipe Klüver | LM2x | 6:42,85 | 6. | 6:36,87 | 3. | N/A | N/A | 6:11,48 | 2. | 6:24,21 | 6. Finał A | 6. | [ 13 ] |

### Żeglarstwo
| Zawodnik                        | Konkurencja | Wyścig | Wyścig | Wyścig | Wyścig | Wyścig | Wyścig | Wyścig | Wyścig | Wyścig | Wyścig | Wyścig | Wyścig | Wyścig | Punkty | Finałowa pozycja | Źródło |
| Zawodnik                        | Konkurencja | 1      | 2      | 3      | 4      | 5      | 6      | 7      | 8      | 9      | 10     | 11     | 12     | M*     | Punkty | Finałowa pozycja | Źródło |
| ------------------------------- | ----------- | ------ | ------ | ------ | ------ | ------ | ------ | ------ | ------ | ------ | ------ | ------ | ------ | ------ | ------ | ---------------- | ------ |
| Pablo Defazio Dominique Knüppel | Nacra 17    | 21 DSQ | 15     | 17     | 17     | 17     | 17     | 11     | 18     | 15     | 16     | 17     | 19     | NQ     | 179    | 18.              | [ 14 ] |

M - Wyścig medalowy